# Шиґі
Шиґі (пол. Szygi) — село в Польщі, у гміні Ружан Маковського повіту Мазовецького воєводства.
Населення — 83 особи (2011).
У 1975-1998 роках село належало до Остроленцького воєводства.

## Демографія
Демографічна структура станом на 31 березня 2011 року:
|          | Загалом | Допрацездатний вік | Працездатний вік | Постпрацездатний вік |
| -------- | ------- | ------------------ | ---------------- | -------------------- |
| Чоловіки | 41      | 8                  | 28               | 5                    |
| Жінки    | 42      | 11                 | 24               | 7                    |
| Разом    | 83      | 19                 | 52               | 12                   |